# Princess of Mars
Princess of Mars (renomeado e relançado em 2012 como John Carter of Mars;[carece de fontes?] prt: Princesa de Marte) é um filme de ficção científica de 2009, lançado diretamente em vídeo pelo estúdio independente americano The Asylum, vagamente baseado no romance "Uma Princesa de Marte" de 1917, do escritor Edgar Rice Burroughs. A arte promocional do filme menciona como a história original inspirou alguns elementos do filme Avatar de James Cameron, de 2009, mas nem os créditos nem o material promocional mencionam Edgar Rice Burroughs. Não deve ser confundido com o filme de maior orçamento John Carter, de 2012, que é uma adaptação do romance. No Reino Unido, o filme foi lançado com o título The Martian Colony Wars.

## Enredo
John Carter é um franco-atirador moderno do Exército dos EUA servindo no Afeganistão, ferido no cumprimento do dever e usado em um experimento de teletransporte em que é transferido para Barsoom, um planeta fora do sistema solar da Terra, onde exibe a capacidade de saltar distâncias incríveis. Inicialmente escravizado pelos Tharks, ele ganha uma posição entre eles e mais tarde salva da morte a princesa de um grupo rival, a de aparência humana Dejah Thoris.
O grupo de Tharks, liderado por Tars Tarkas, leva Carter até seu líder Tal Hajus, guardado pela filha de Tars Tarkas, Sola. Ao saber que Tarkas deu a Carter um posto militar que apenas Hajus pode dar, Tarkas e Carter são forçados a duelar. Ao vencer, Carter enfrenta Sarka, um mercenário afegão que o traiu. Quando Sarka escapa, Carter ajuda Tarkas a matar Hajus e se tornar o novo líder dos Tharks.
Capitão Carter então descobre que Dejah Thoris fugiu para a estação de purificação de ar planetária que mantém Barsoom habitável, que Sarka danifica, causando a deterioração da atmosfera. John Carter e Sarka se enfrentam em um duelo, mas Sarka é morto por um inseto durante a luta. Depois de Carter e Dejah Thoris reativarem a estação, Carter é devolvido à Terra, onde ele se recusa a contar a seus superiores sobre suas aventuras por medo de que eles colonizem Barsoom, e retorna para as funções militares enquanto espera um dia retornar ao planeta.

## Elenco
- Antonio Sabàto Jr. como John Carter
- Traci Lords como Dejah Thoris
- Matt Lasky como Tars Tarkas
- Chacko Vadaketh como Sarka / Sab Than
- Mitchell Gordon como Tal Hajus
- Noelle Perris como Sola

## Produção
Este filme faz uso extensivo das rochas de Vasquez por sua paisagem alienígena, aparecendo ao longo do filme em diferentes locais.